# C'est arrivé à 36 chandelles
Pour plus de détails, voir Fiche technique et Distribution.
C'est arrivé à 36 chandelles est un film français de Henri Diamant-Berger, sorti au cinéma le 16 octobre 1957.

## Synopsis
Refusant l'union de sa fille Brigitte avec un modeste travailleur, Mme Magnin invente un adultère à l'amoureux, puis présente Brigitte à un bon parti travaillant dans la célèbre émission de divertissement de la RTF 36 Chandelles. L'émission scellera finalement la réunion des deux jeunes amants séparés. L'argument est donc prétexte à un défilé de vedettes du music-hall de l'époque : Charles Trenet, Charles Aznavour, Georges Guétary, Juliette Gréco, Roger Pierre et Jean-Marc Thibault, Fernand Raynaud, Georges Ulmer, etc.

## Fiche technique
- Titre : C'est arrivé à 36 chandelles
- Réalisateur, scénario et dialogues : Henri Diamant-Berger
- Co-scénaristes :  Jean Nohain, Dominique Nohain et André Leclerc
- Décors :  James Allan
- Assistant réalisateur : Jean Léon
- Photographie : Robert Juillard
- Montage :  Hélène Basté
- Musique du film :  Francis Lopez
- Producteurs : Henri Diamant-Berger, G. Jif, Marcel Maurey	,  Fernand Rivers et René Saurel
- Sociétés de production : Eden, Le Film d'Art, Les Films Fernand Rivers et Panorama Films
- Société de distribution : Les Films Fernand Rivers
- Box Office France : 1 371 000 entrées [1]
- Pays d'origine  :  France
- Genre : Comédie[2] - Film musical [3]
- Durée :  105 minutes
- Date de sortie : France  - 16 octobre 1957
- Affiche : Clément Hurel (France)

## Distribution
- Guy Bertil : Hugues, le neveu de la ministre
- Jane Sourza : Mme Desjardins - la ministre de la Jeunesse et des Sports
- Brigitte Barbier : Brigitte Magnin
- Jacques Riberolles : Michel, le fiancé de Brigitte
- Silvia Solar : Myra
- Lona Rita : la balayeuse
- Max Elloy : l'huissier
- Paul Demange : le concierge
- René Hiéronimus : Ambroise
- Denise Kerny : la secrétaire
- André Gabriello : lui-même
- Lucien Raimbourg : Garousse
- Jean-Christophe Averty : l'assistant réalisateur
- Raoul Curet : un membre des Quat'Jeudis
- Suzet Maïs : Mathilde Magnin, la mère de Brigitte
- Les Quatre Jeudis : eux-mêmes

non crédités
- Aglaé : elle-même
- Andrex : lui-même
- Françoise Arnoul : elle-même
- Cécile Aubry : elle-même
- Charles Aznavour : lui-même
- Ginette Baudin : elle-même
- Charles Boyer : lui-même
- Philippe Clay : lui-même
- Jean Cocteau : lui-même
- Dany Dauberson : elle-même
- François Deguelt : lui-même
- Christian Duvaleix : lui-même
- Frédéric Duvallès : lui-même
- Jeanne Fusier-Gir : elle-même
- Jimmy Gaillard : lui-même
- Juliette Gréco : elle-même
- Guylaine Guy : elle-même
- Georges Guétary : lui-même
- Curd Jürgens : lui-même, en personne à Cannes
- Catherine Langeais : elle-même
- Pierre Larquey : lui-même
- Odette Laure : elle-même
- André Leclerc : lui-même
- Giulietta Masina : elle-même, en personne à Cannes
- Bernard Musson : un figurant
- Dominique Nohain : lui-même
- Jean Nohain : lui-même
- Félix Paquet : lui-même
- Roger Pierre : lui-même
- Annette Poivre : elle-même
- Fernand Raynaud : lui-même
- Jean Richard : lui-même
- Robert Rocca : lui-même
- Rogers : lui-même
- Jean-Marc Thibault : lui-même
- Jean Tissier : lui-même
- Charles Trenet : lui-même
- Georges Ulmer : lui-même
- Jean Valmence : lui-même